# Jakara Jackson
Jamara Garrett (Albuquerque, Nuevo México, 5 de febrero de 1995) es una luchadora profesional estadounidense que lucha en la empresa TNA bajo el nombre de Mara Sade.

## Carrera

### WWE (2021-2025)
En agosto de 2021, Garrett participó en un tryout de WWE organizado en Las Vegas, Nevada, donde consiguió un contrato con la empresa.
A Garrett pronto se le asignó el nombre de Jakara Jackson, y el 5 de agosto de 2022, hizo su debut en el ring durante un house show de NXT, donde hizo equipo con Lash Legend en una lucha por equipos contra Katana Chance y Kayden Carter, en la que fueron derrotadas. Jackson hizo su debut televisado en el episodio del 28 de octubre de NXT Level Up, perdiendo ante Thea Hail. De cara a 2023, Jackson se asoció con Lash Legend en varios house shows y en Level Up, principalmente en encuentros en los que solían perder.
En NXT Battleground, Jackson y Legend se aliaron con Noam Dar y Oro Mensah, ayudando a Dar a retener la Copa Heritage de NXT ante Dragon Lee. De esta forma, los cuatro crearon un nuevo grupo conocido como The Meta-Four. Su facción rápidamente comenzó un feudo con Dragon Lee, quien fue respaldado por Nathan Frazer, Valentina Feroz y Yulisa León, siendo así que en NXT: Gold Rush, Jackson y Legend derrotaron a Feroz y a León. Esta lucha marcó el debut televisado de Jackson en NXT. En NXT The Great American Bash, Meta Four fue derrotado por Lee, Frazer, Feroz y León durante un encuentro llevado a cabo en el kickoff del programa, poniendo fin a su rivalidad.
En octubre, Jackson estaba programada a competir en el NXT Women's Breakout Tournament, donde en la primera ronda se enfrentaría a Arianna Grace, pero fue retirada del torneo debido a una fractura de muñeca, siendo reemplazada por Brinley Reece. A pesar de la lesión, siguió acompañando a los Meta-Four durante sus combates y segmentos. Jackson hizo su regresó tras su lesión en el episodio del 16 de enero de 2024 de NXT, donde compitió en una batalla real que determinaría a la contendiente principal al Campeonato Femenino de NXT, la cual fue ganada por Roxanne Perez. En el episodio del 27 de febrero de NXT, Jackson fue derrotada por Pérez en su primera lucha individual. El 6 de abril, The Meta-Four fueron anfitriones de NXT Stand & Deliver.